# 3366 Гедель
3366 Гедель (3366 Gödel) — астероїд головного поясу, відкритий 22 вересня 1985 року.
Тіссеранів параметр щодо Юпітера — 3,223.